# Wehrmachtslokomotive WR 220
Die Wehrmachtsdiesellokomotiven des Typs WR 220 waren Rangierlokomotiven für die deutsche Luftwaffe. Der Typ WR 220 B hatte zwei Achsen, der Typ WR 220 C drei. Hersteller beider Ausführungen waren die Deutschen Werke Kiel (DWK).
Abweichend von der Einheits-Rangierdiesellokomotiven des Typs WR 200 B 14 (später V 20) waren die WR 220 mit 220 PS etwas leistungsfähiger, hatten eine mechanische Kraftübertragung und wichen mit einer geringeren Länge und einem größeren Führerhaus auch optisch ab.
Von der 220 B wurden 38 Lokomotiven gebaut, von der 220 C sechs Stück.
Die Deutsche Bundesbahn übernahm 14 dieser Lokomotiven als Baureihe V 22, wobei V 22 001 bis 009 zweiachsig waren und V 22 015 bis 019 dreiachsig. Die letzten drei wurden nur buchmäßig umgezeichnet und waren bei der DB nie im Einsatz. Einige Lokomotiven kamen zu Werksbahnen.
Die neun zweiachsigen Lokomotiven wurden zwischen 1951 und 1953 durch den Einbau einer hydraulischen Kraftübertragung und neuer Motoren mit 200 PS an die Baureihe V 20 angeglichen und in V 20 051 bis 059 umgezeichnet.
Die Dreiachser wurden nicht umgebaut und bis 1951 ausgemustert.
Die als V 20 060 eingenummerte Lokomotive war eine 1954 wiederaufgebaute DWK D200.
1968 wurden die Lokomotiven in 270 051–060 umgezeichnet.
Die umgebauten Lokomotiven waren bis Ende der 1970er Jahre im Einsatz. Bei den Vereinen Verein Braunschweiger Verkehrsfreunde und der Historischen Eisenbahn Mannheim ist je eine Lok erhalten.
Nicht zu der von DWK gebauten Serie gehörte die von Deutz gebaute Lokomotive V 22 100.